# جاده باغرود

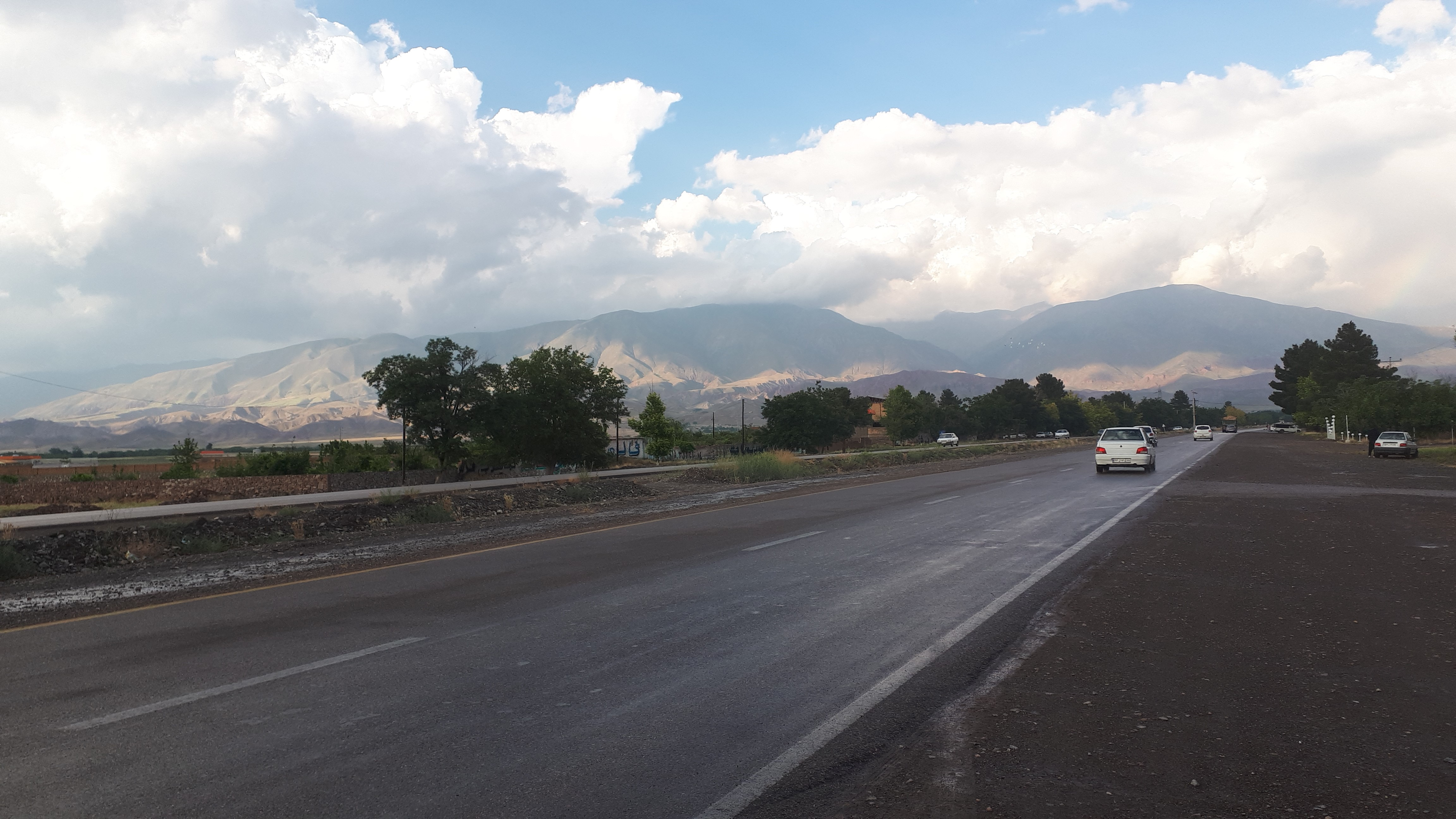
جاده باغرود نیشابور و رشته کوه بینالود خرداد ۱۳۹۸

جاده باغرود نیشابور یکی از مهم‌ترین مناطق تفریحی، گردشگری، محیط زیستی و از منابع آبی اصلی (به دلیل مجاورت و نزدیکی با دامنه رشته کوه بینالود) شمال شرقی شهر و شهرستان نیشابور می‌باشد. این جاده دوبانده منطقه یک و دو نیشابور را به اردوگاه باغرود و روستای دربهشت و بوژان شهرستان نیشابور متصل می‌کند و به رشته کوه بینالود منتهی می‌شود. باغ‌ها، کافه و قهوه‌خانه‌ها، ویلاهای مجاز و غیرمجاز و زمین‌های کشاورزی زیادی واقع در این جاده و منطقه آن می‌باشند. این جاده دارای چند کیلومتر مسیر پیاده‌روی و دوچرخه سواری می‌باشد و در ایام تعطیل رسمی و پرازدحام سال چون ایام نوروز، شب چهارشنبه سوری، سیزده بدر، عید فطر و… دارای ترافیک خودرویی و ازدحام جمعیتی زیادی است.
بر اساس طرح جامع نیشابور مصوب سال ۱۳۹۴ اداره راه و شهرسازی استان خراسان رضوی، برنامه ای برای احداث پارک بامی (بام نیشابور و منطقه تپه پایه ۱) و پارک جنگلی (پشت اداره هواشناسی نیشابور) و چندین هتل و اقامتگاه بومگردی در این منطقه ایجاد شده‌است. از جمله روستاهای مهم دیگری که در منطقه تقاطعی این جاده با جاده ۴۴ کشوری قرار دارند می‌توان به روستاهای فوشنجان، حمید آباد، فرخک، غار، رود و … اشاره نمود. هرگونه تغییر و رونق در این جاده می‌تواند بر روی اقتصاد یا محیط زیست نیشابور، و روستاهای اطراف این منطقه تأثیر بسزای مثبت یا منفی داشته باشد.

## تاریخچه
این جاده همراه با اردوگاه باغرود (ساخته شده برای سازمان پیش‌آهنگی ایران) در زمان حکومت پهلوی دوم ساخته شد. پانزدهمین گردهمایی جهانی پیشاهنگان قرار بود در نیشابور و در اردوگاه باغرود که در انتهای این جاده قرار دارد برگزار شود اما به دلیل بی‌ثباتی سیاسی ناشی از انقلاب ایران لغو شد.

## دسترسی
این جاده در مختصات تقریبی ۳۶٫۲۲۲۱۴۸ (شرقی) و ۵۸٫۸۳۲۴۴۵ (شمالی) واقع شده. از مراکز مهم واقع در این جاده می‌توان به بیمارستان حکیم از بیمارستان‌های اصلی شهرستان نیشابور، دانشگاه پیام نور واحد نیشابور، تقاطع و میدان باغرود (با نام رسمی میدان امام رضا) با جاده ۴۴ کشوری و منطقه یک و دو نیشابور، شهرک امام رضا (وابسته به سپاه پاسداران انقلاب اسلامی) و مجموعه ورزشی فجر اشاره نمود.

## نگارخانه

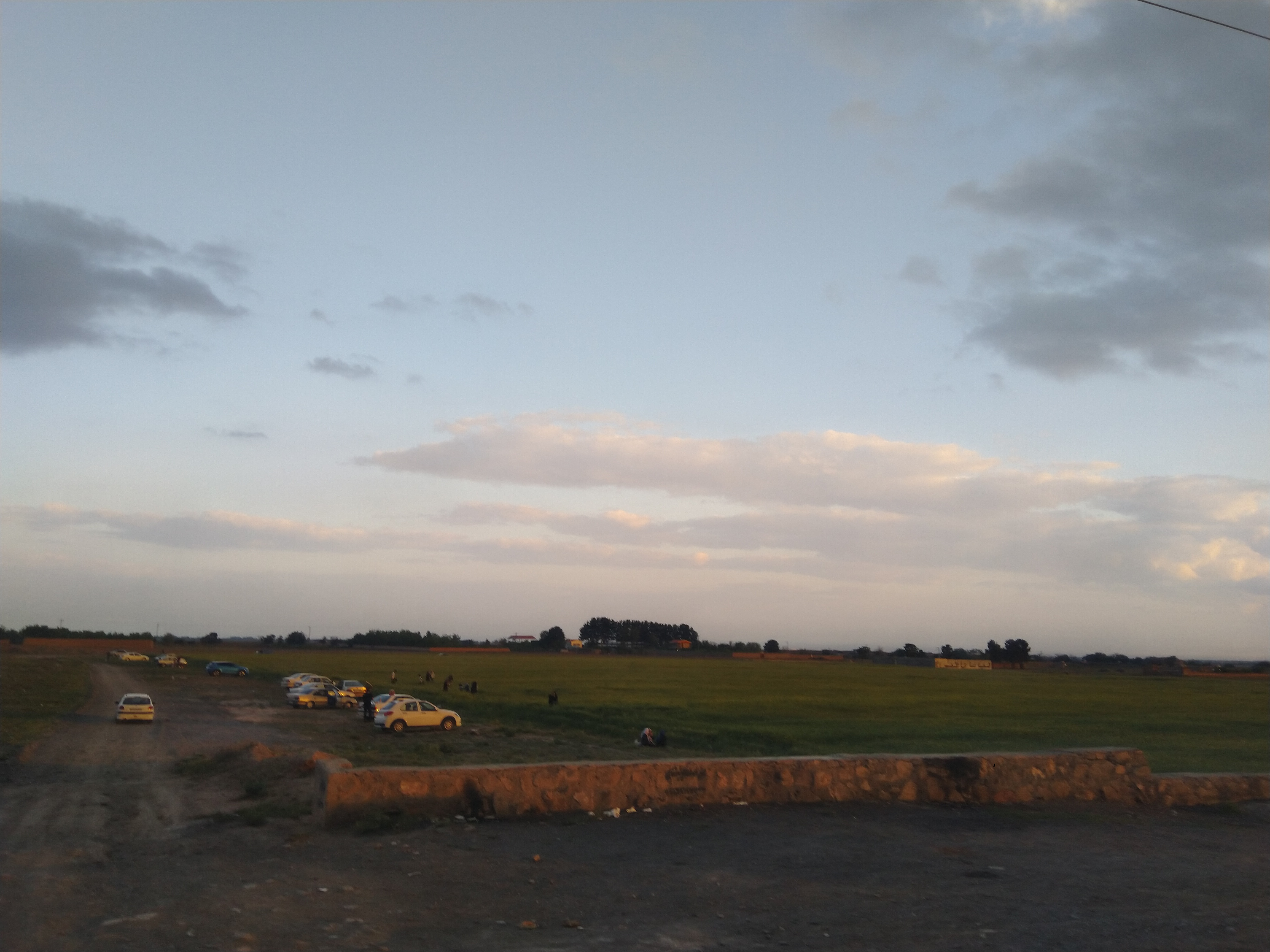
شرق جاده باغرود در عصر عید فطر (اردیبهشت) ۱۴۰۱
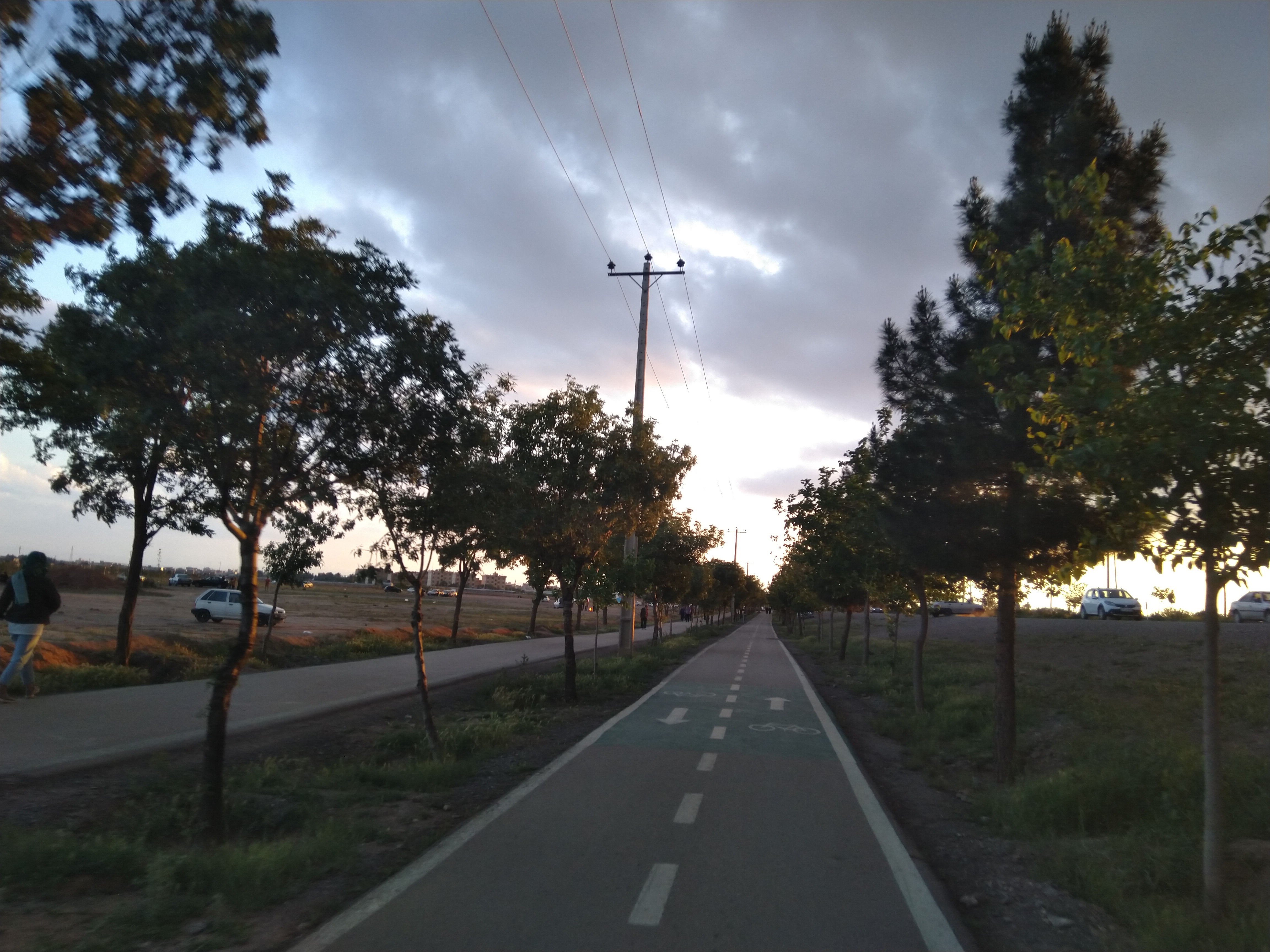
مسیر دوچرخه و عابر شرقی جاده باغرود نیشابور
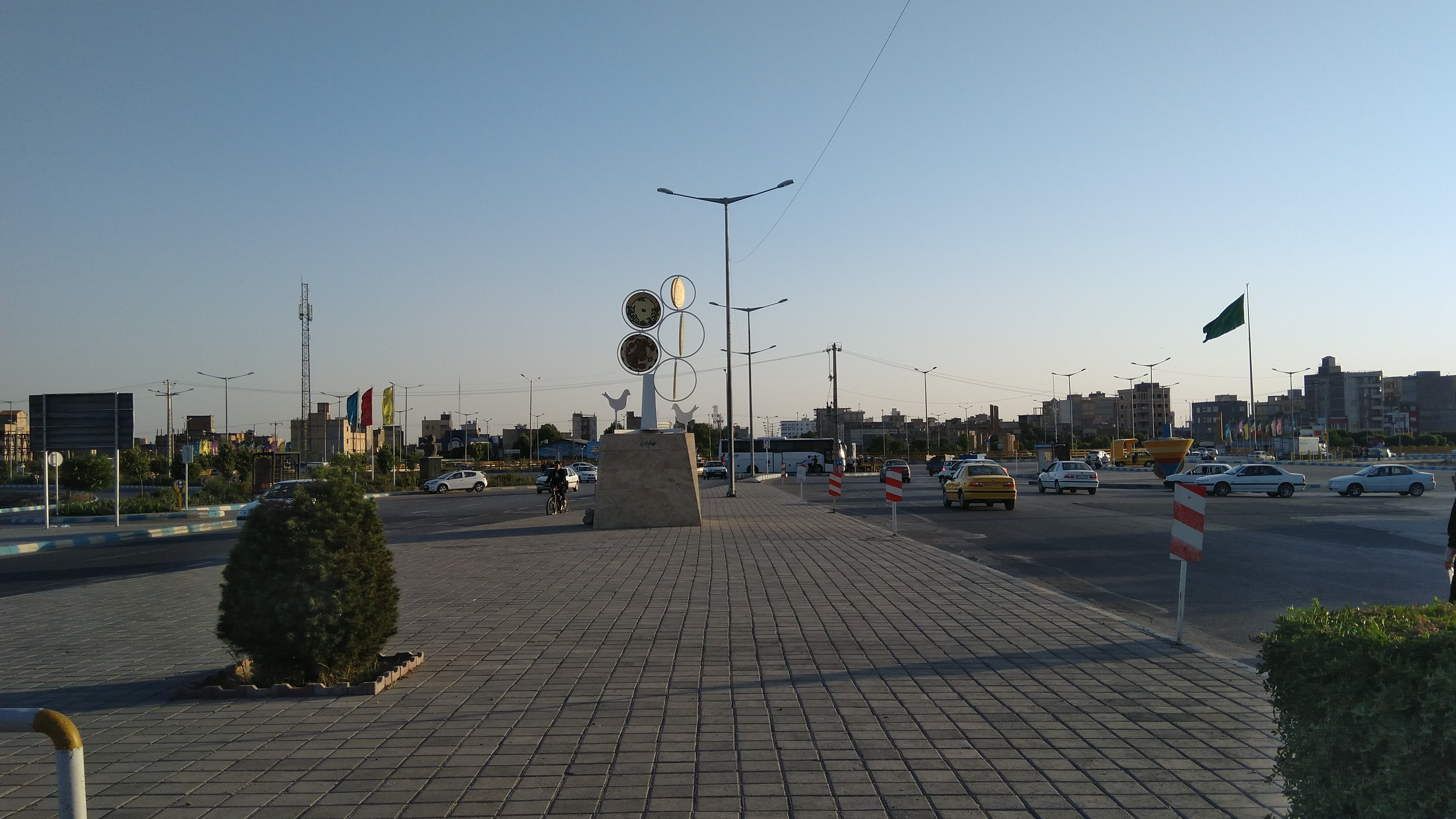
تقاطع جاده ۴۴ کشوری با منطقه ۱ و ۲ شهر نیشابور و جاده باغرود. روبه روی بیمارستان حکیم نیشابور (ابتدای جاده باغرود)
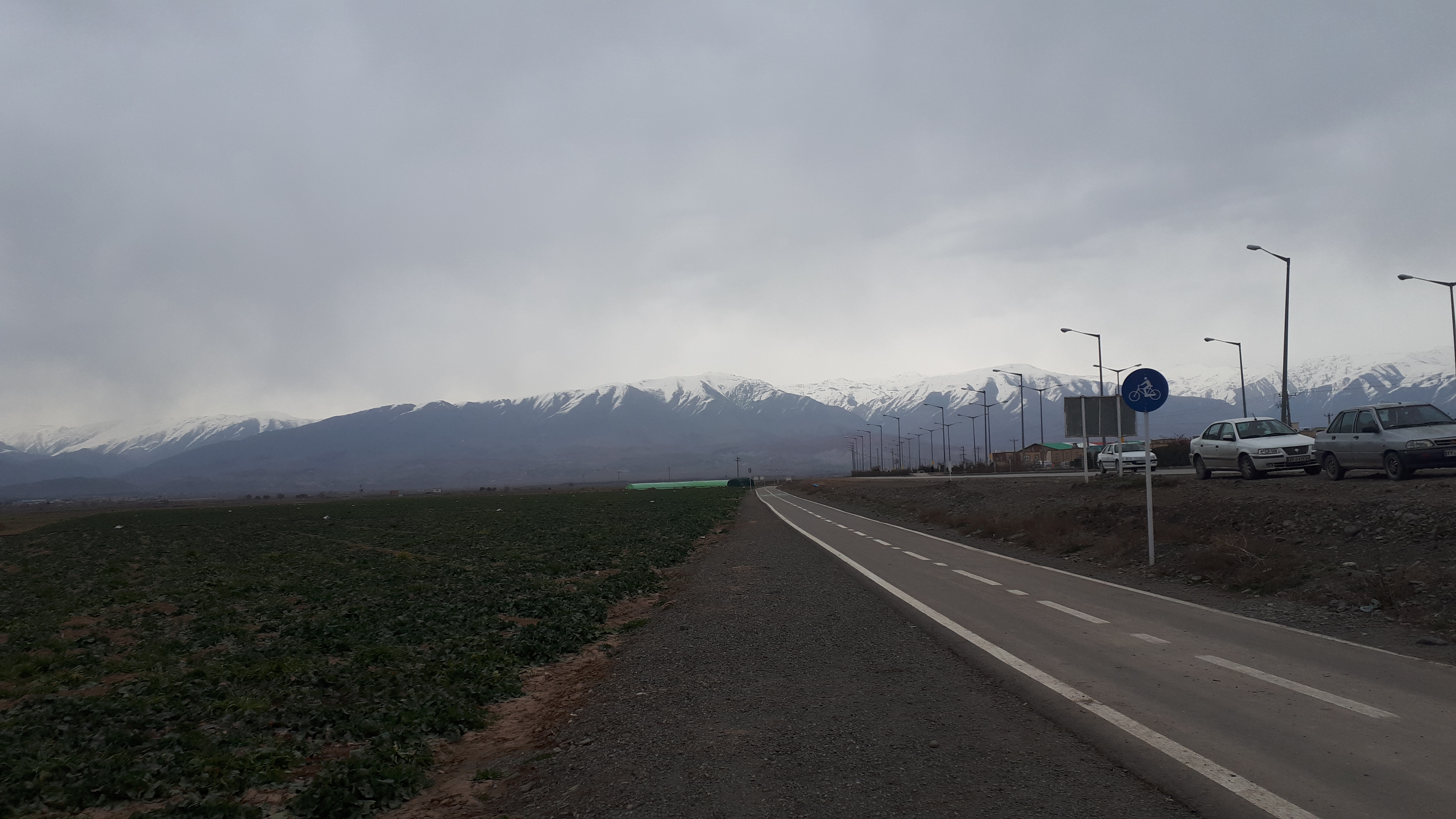
نمای رشته کوه بینالود از جاده باغرود نیشابور در یک روز ابری
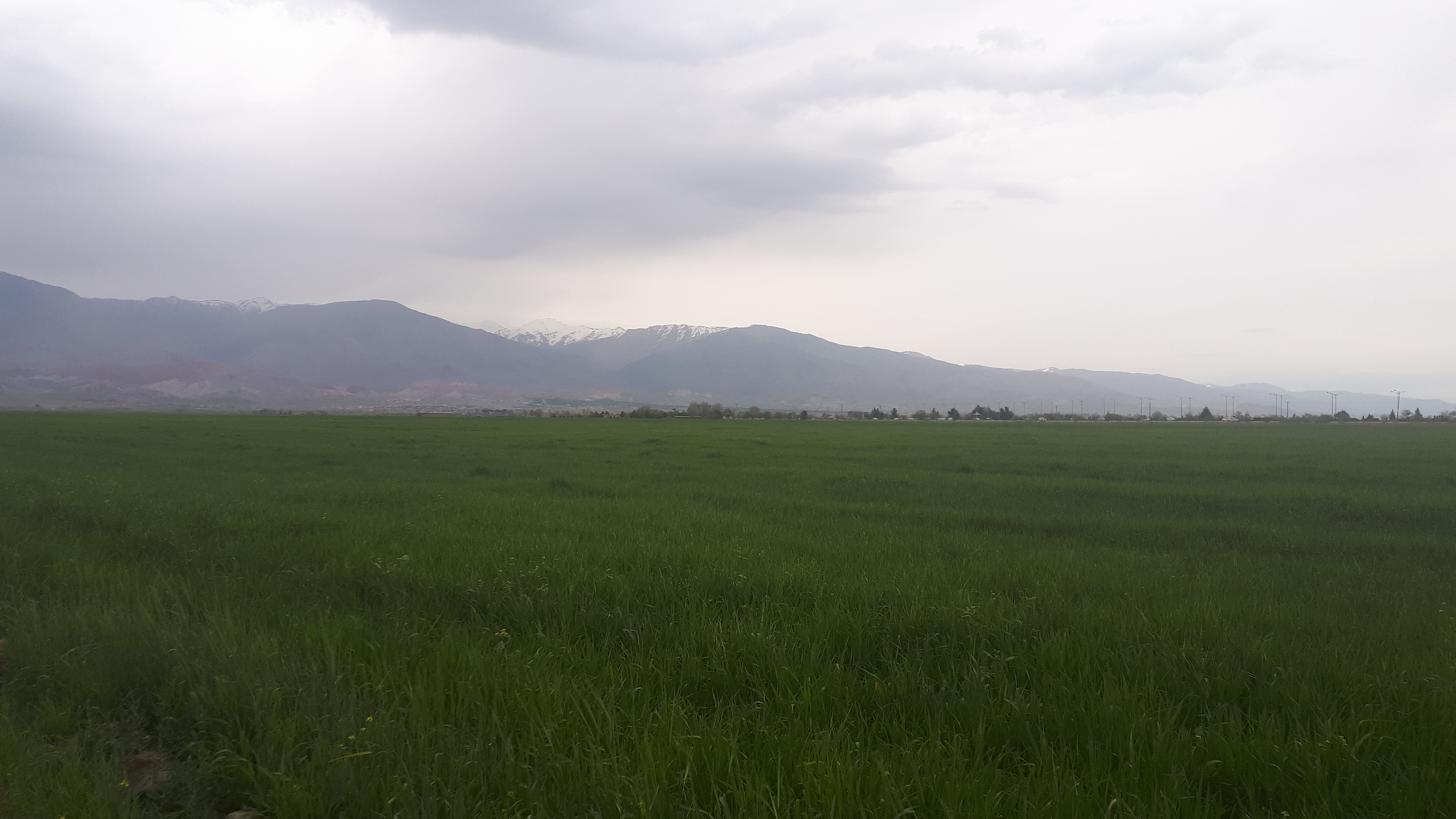
دورنمای جاده باغرود و بخشی از رشته کوه بینالود از منطقه یک نیشابور (انبوه درختان واقع در بخش کوهپایی برف خیز در تصویر اردوگاه باغرود می‌باشد.)
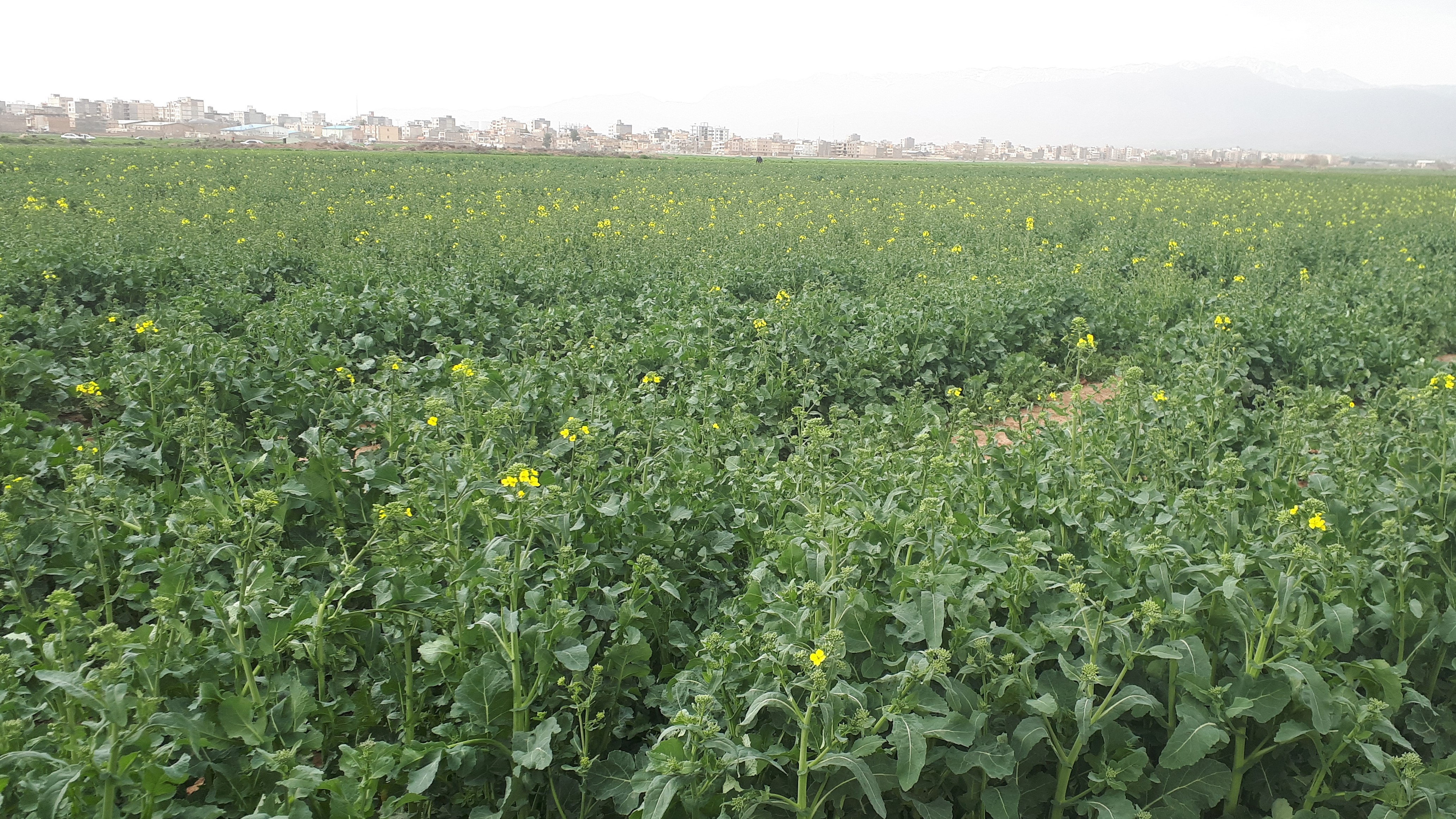
دورنمای منطقه یک نیشابور از اواسط پیاده روی غربی جاده باغرود
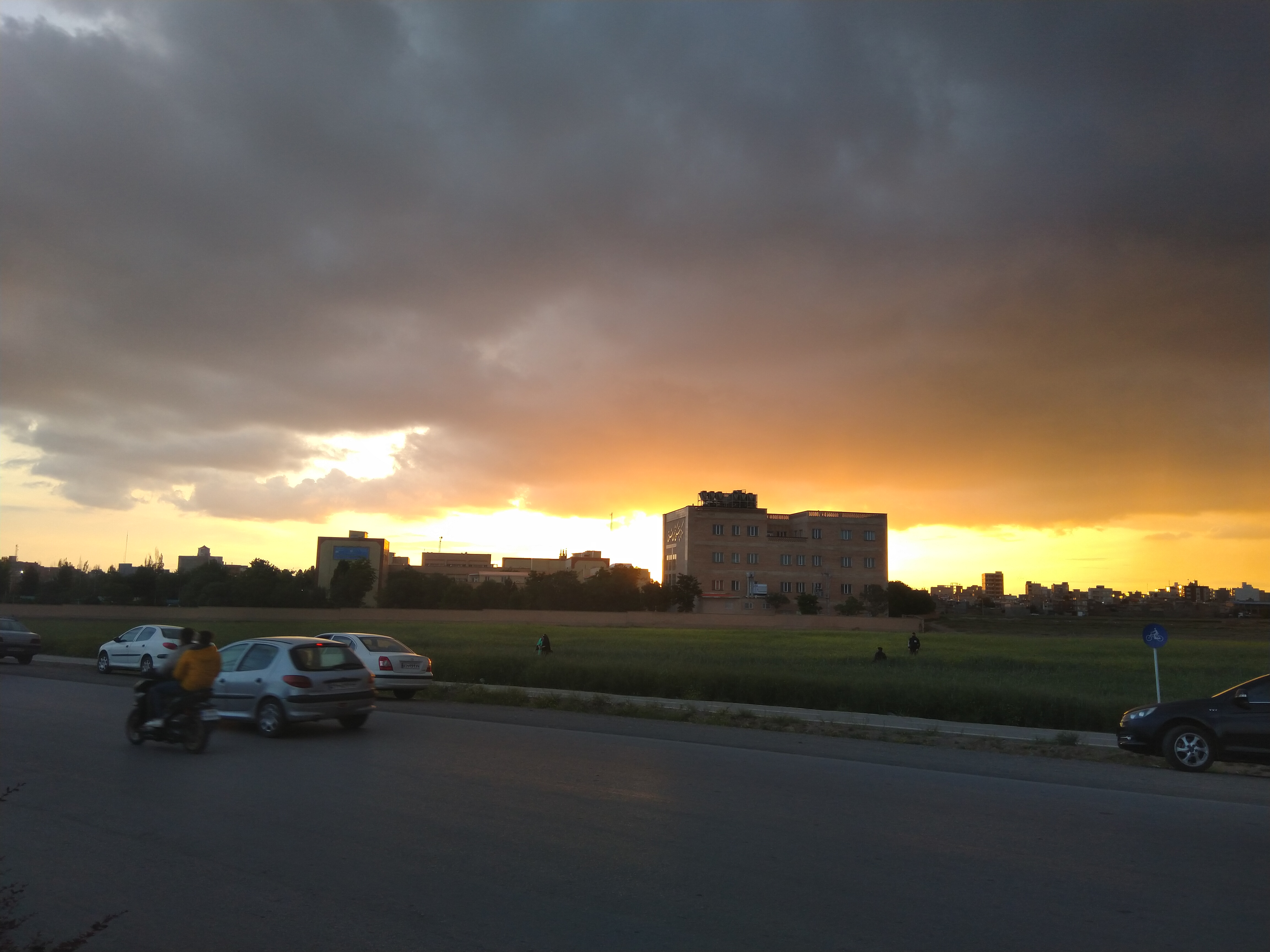
بیمارستان حکیم در غرب جاده باغرود در اردیبهشت ۱۴۰۱
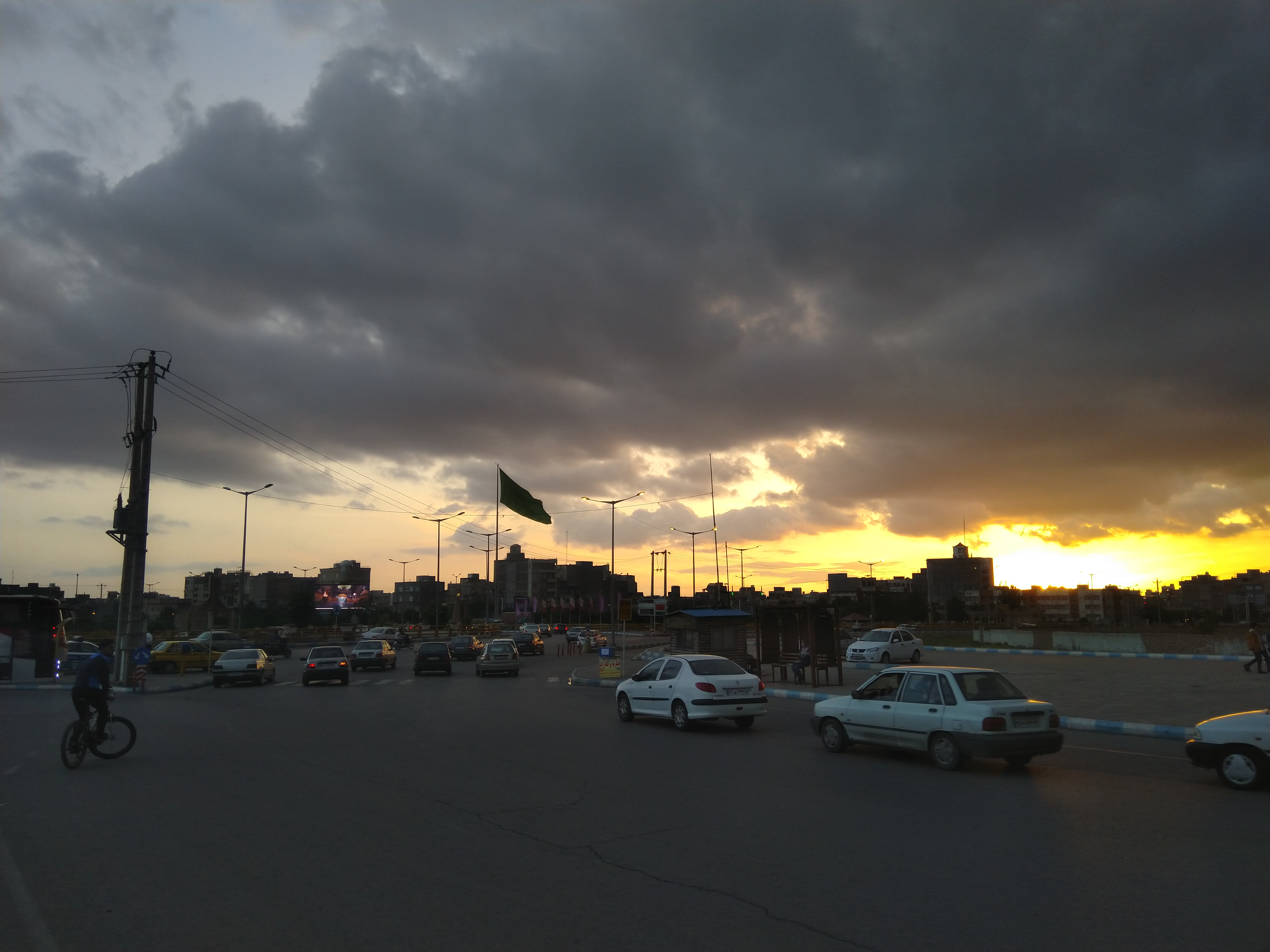
غروب نیشابور از مقابل بیمارستان حکیم، ابتدای جاده باغرود در اردیبهشت ۱۴۰۱
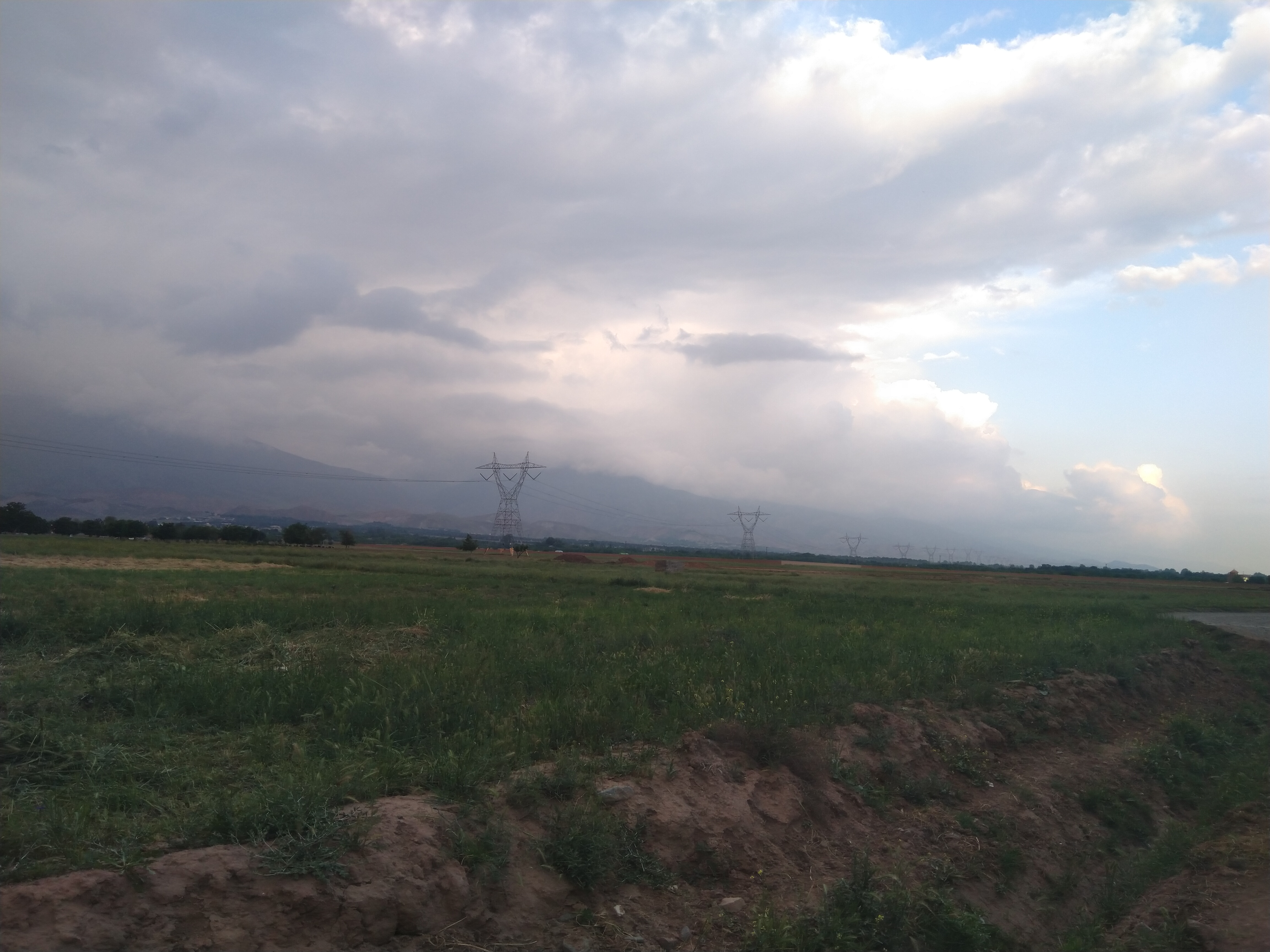
دکل‌های برق نیروگاه سیکل ترکیبی نیشابور در جاده باغرود در اردیبهشت ۱۴۰۱، باغات روستای فوشنجان نیز عمدتا در قسمت راست تصویر مشاهده می‌شوند.
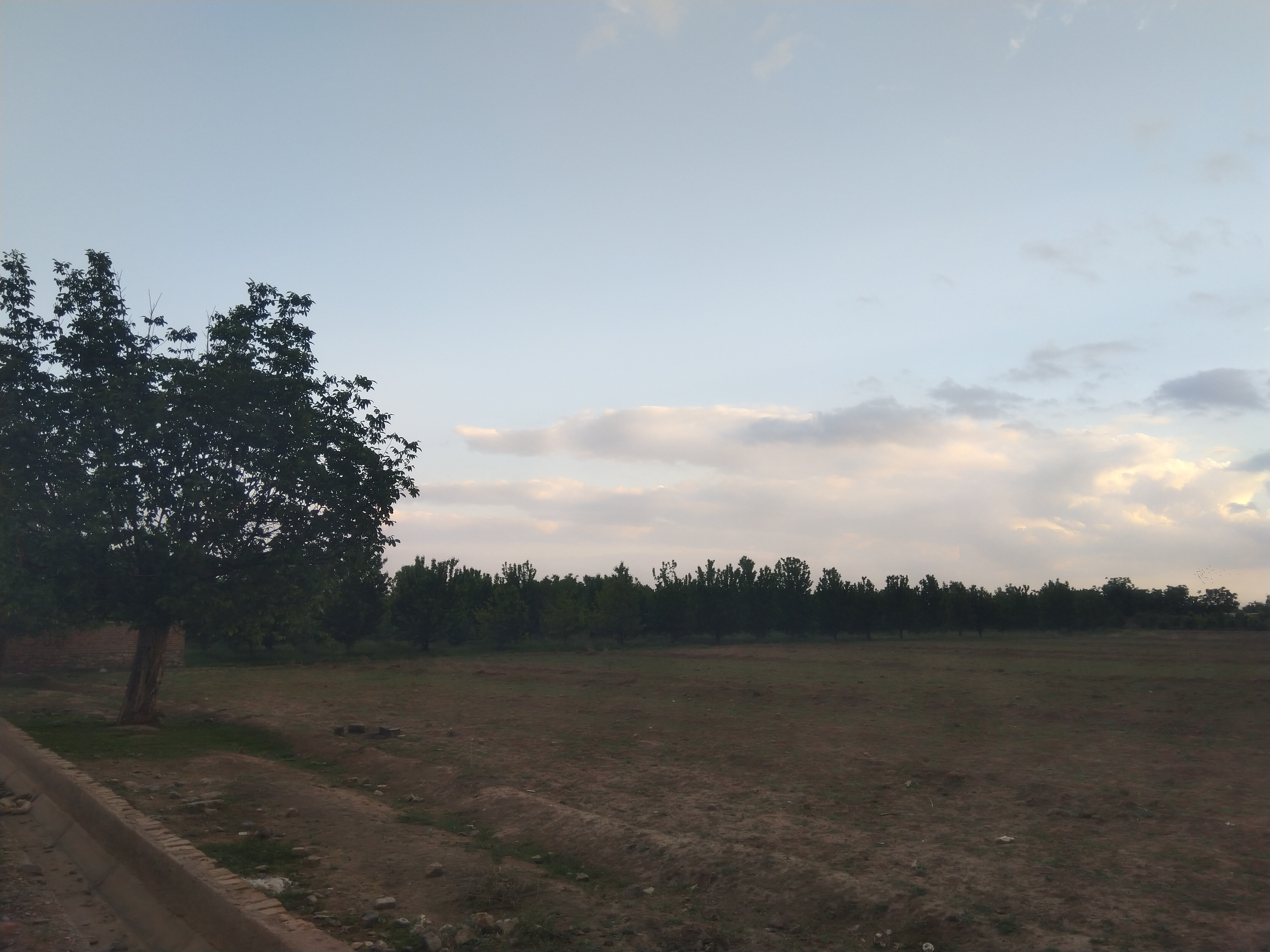
باغات منطقه جاده باغرود در جاده ای فرعی و خاکی که به روستای فوشنجان منتهی می‌شود، اردیبهشت ۱۴۰۱
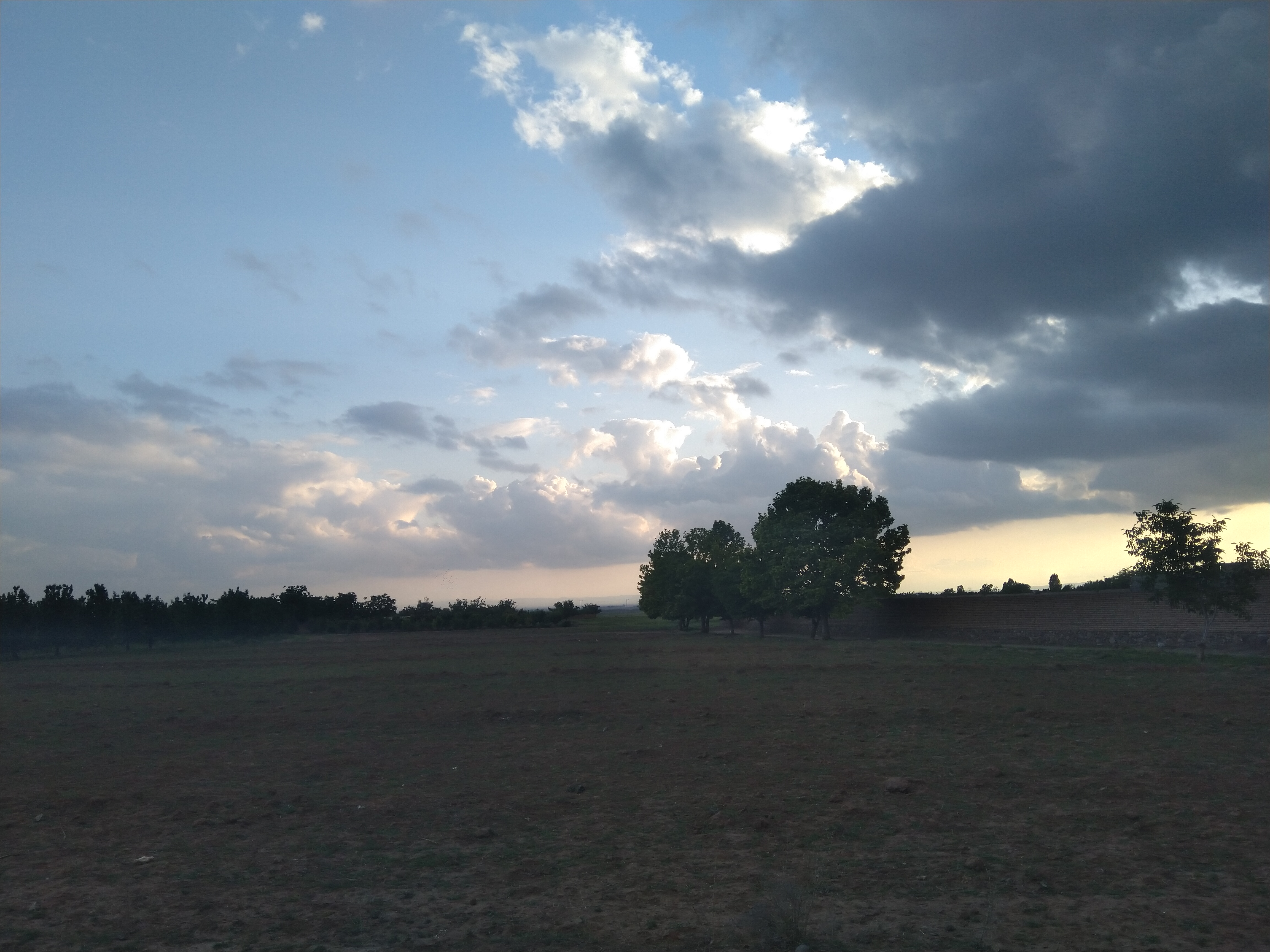
باغات منطقه جاده باغرود در اردیبهشت ۱۴۰۱
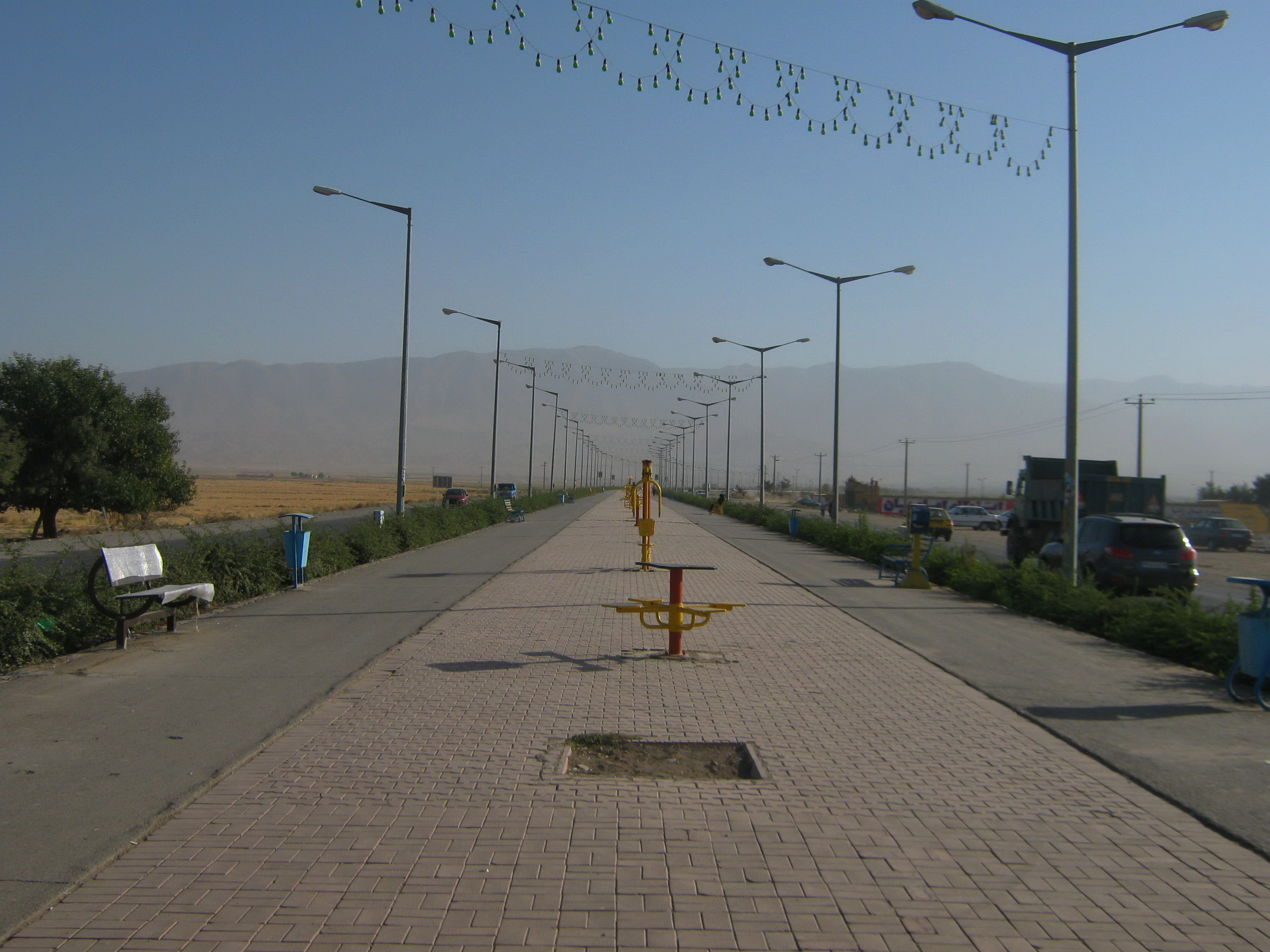
پیاده روی باغرود در اوت سال ۲۰۱۳ میلادی
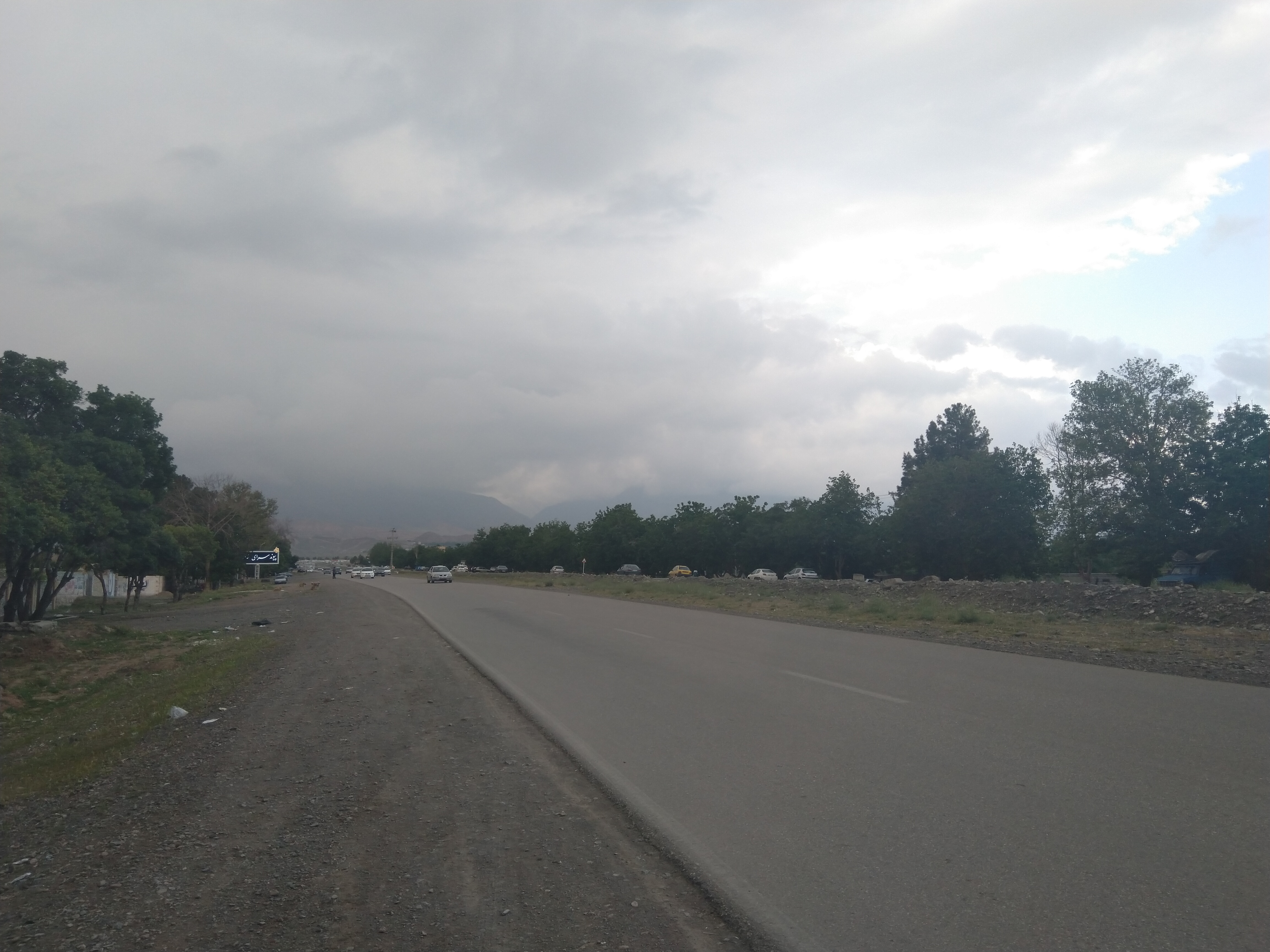
باغات و درختان توت جاده باغرود در اردیبهشت ۱۴۰۱
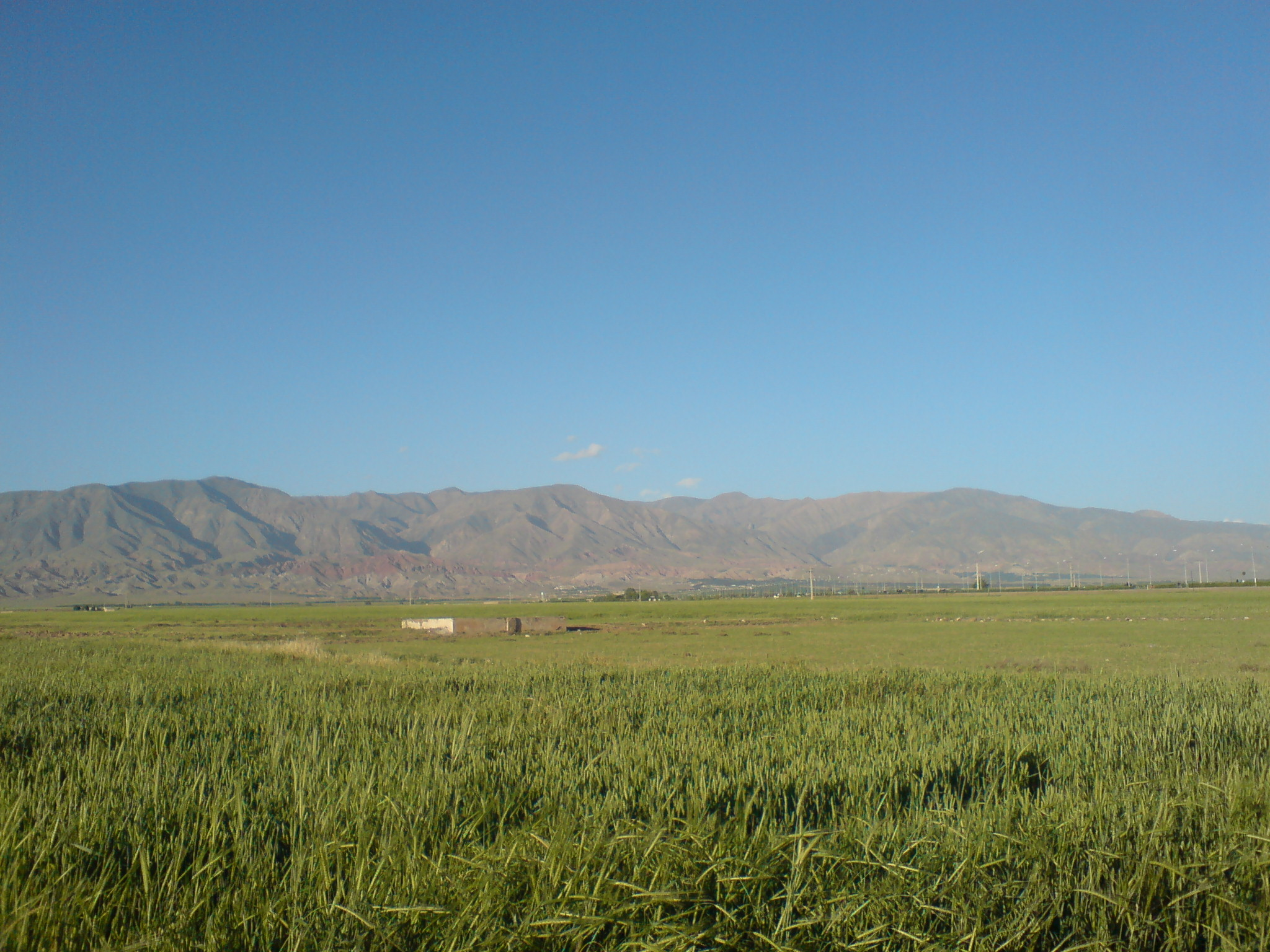
۲۰۱۱ میلادی
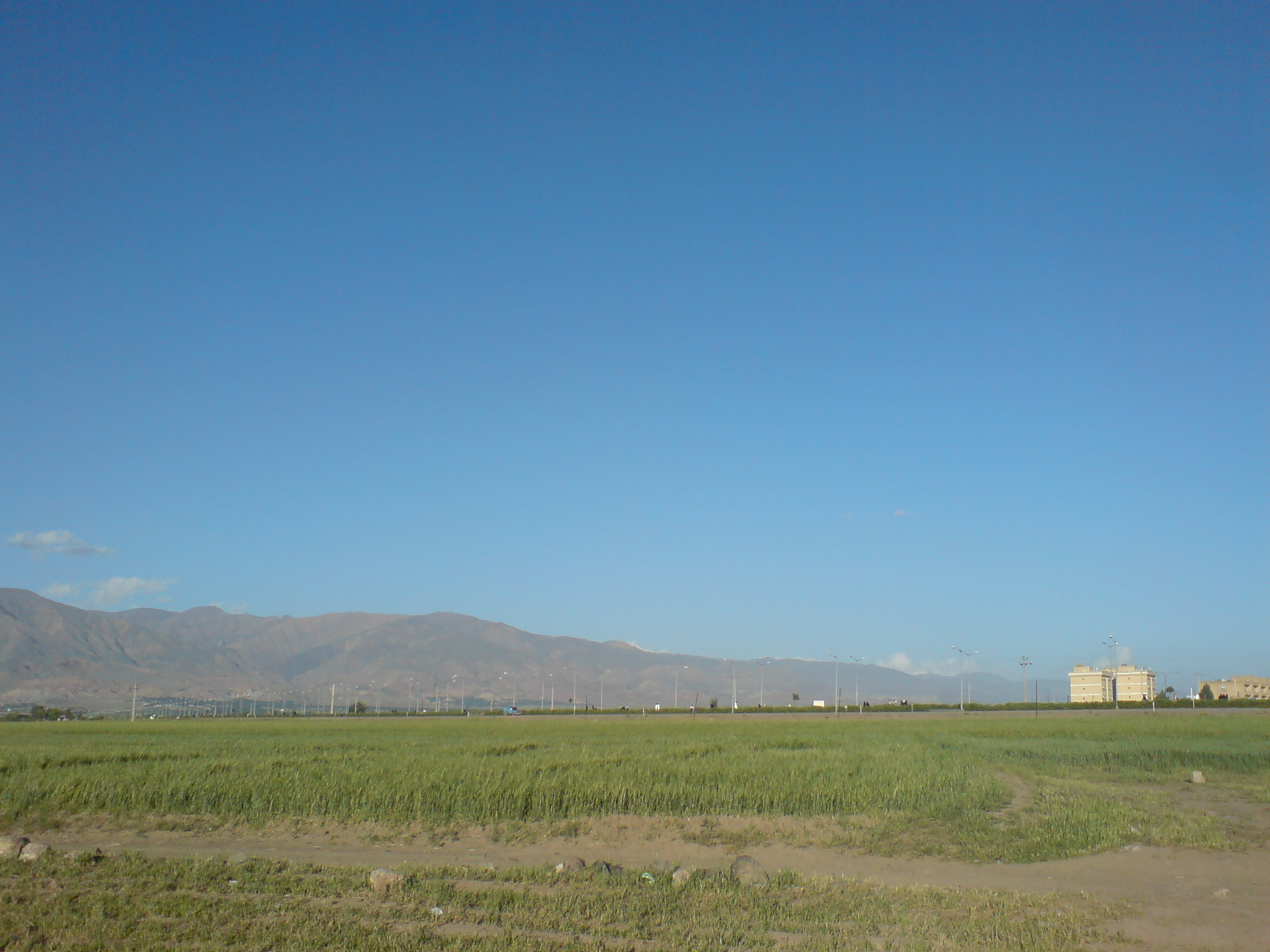
۲۰۱۱ میلادی
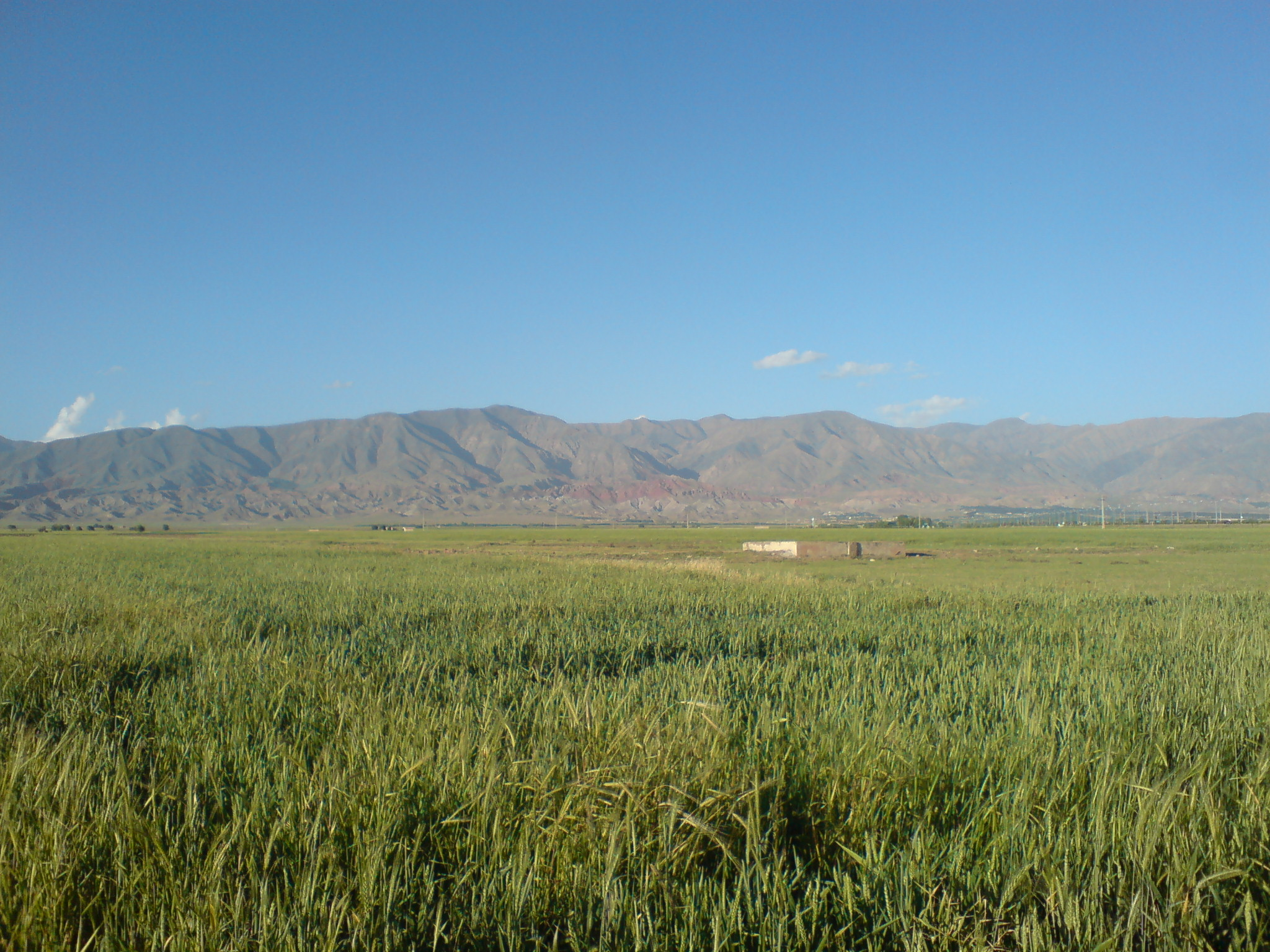
۲۰۱۱ میلادی